# Plancha
Pour le film, voir Plancha (film).

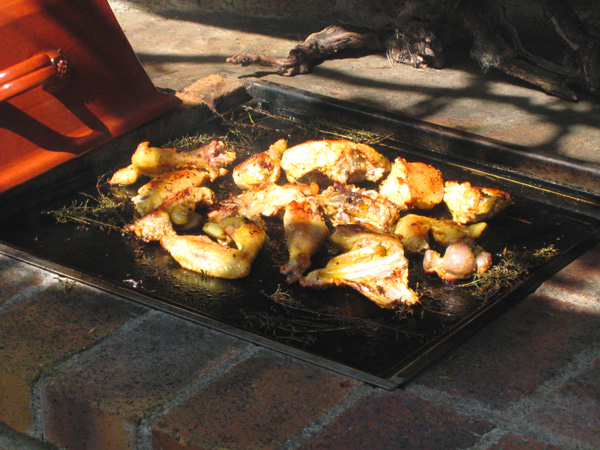
Andalouse de poulet à la plancha.

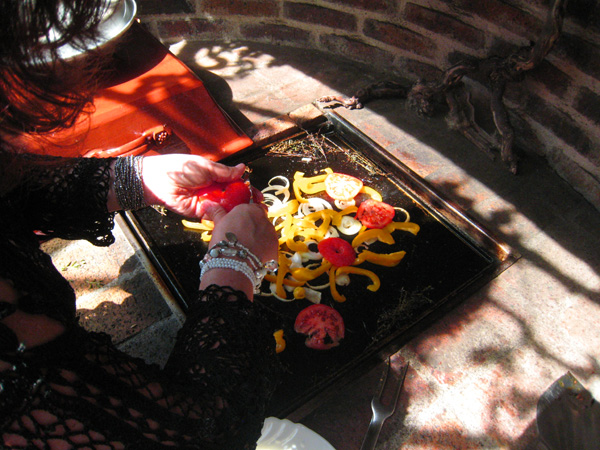
Cuisiner une andalouse de poulet à la plancha.

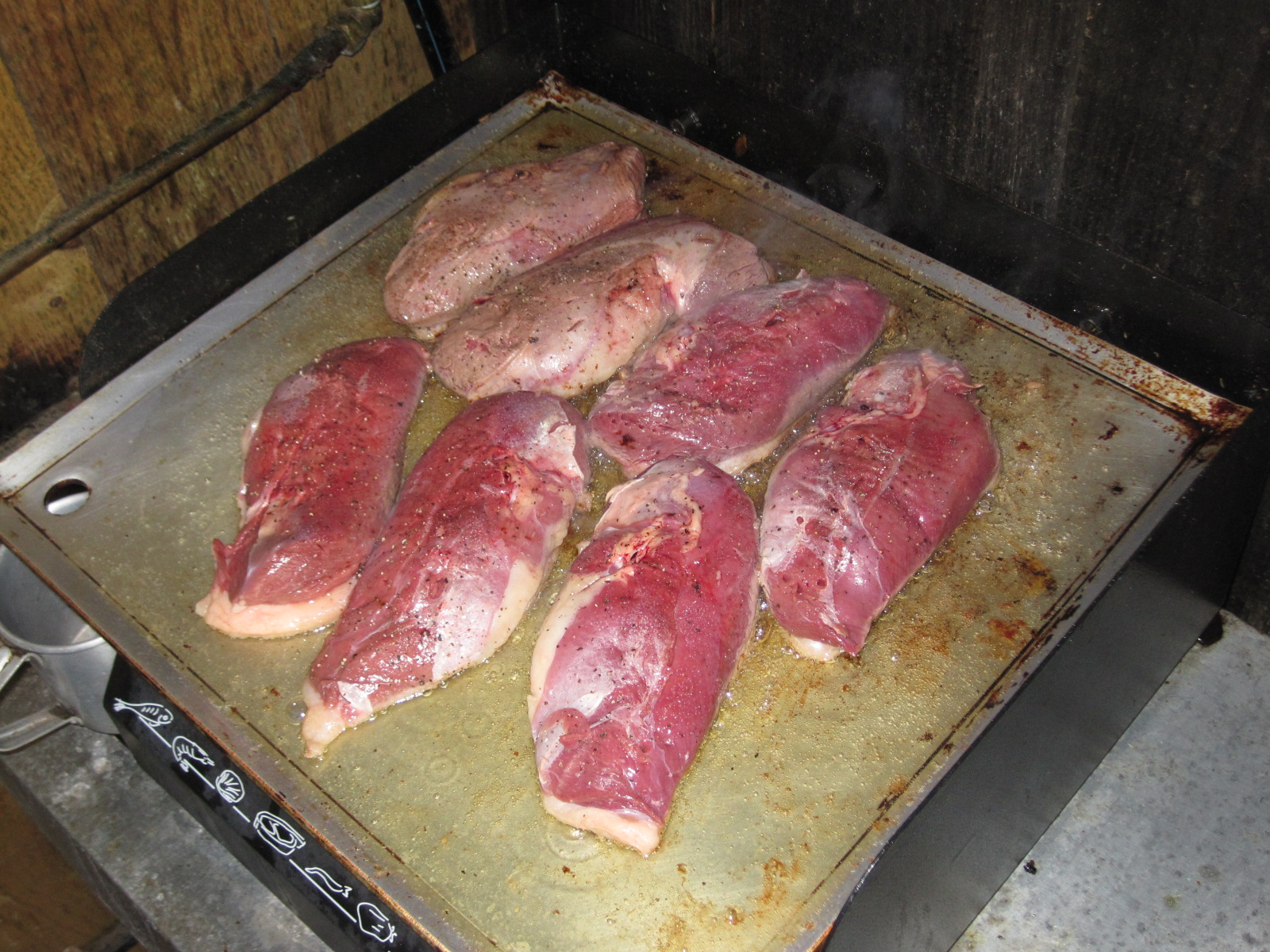
Magrets de canard des Landes à la plancha en cours de cuisson.

Une plancha est un ustensile de cuisine constitué d'une plaque de cuisson lisse, en général en métal, qui permet de cuire, de saisir et de griller les aliments en conservant leurs saveurs. C'est un mode de cuisson par contact.

## Étymologie
Inventée par les Espagnols au XIXe siècle à l'occasion de grandes fêtes religieuses[réf. nécessaire], la plancha doit son succès à ses capacités de cuisson pour un grand nombre de convives et à la grande variété des plats préparés. Destinée initialement à une cuisine d'extérieur, la plancha symbolise aujourd'hui une cuisine simple et conviviale qui se prodigue aussi bien en extérieur qu'en intérieur.

## Description
La plancha désigne à la fois l'appareil de cuisson et la méthode qui lui est associée. Cette méthode « à la plancha » nécessite un plan de cuisson chauffé à l'aide de brûleurs à gaz, électriquement ou au charbon de bois, pour atteindre une température supérieure à 240 °C. Néanmoins cette température ne doit pas excéder 300 °C, afin d'éviter le phénomène de carbonisation des aliments.
La tranche de température idéale pour l'utilisation d'une plancha se situe donc entre 240 et 300 °C avec une régulation nécessaire en fonction des aliments. À titre indicatif, la viande se cuit à 250 °C et le poisson à 260 °C en début de cuisson puis à 220 °C, les légumes se cuisinant quant à eux à 220 °C.
Contrairement aux grillades préparées au barbecue, où les flammes peuvent brûler et rendre les mets nocifs par le dégagement de fumées (production de benzopyrène), les aliments sont saisis sur la plancha de façon homogène, en sustentation sur elle. La haute température de la plancha induit un phénomène de caléfaction, dit effet Leidenfrost, qui permet aux aliments ainsi grillés de garder leurs sucs et leurs saveurs.
Les matériaux employés pour la plaque de cuisson dépendent de leur utilisation : fonte, acier laminé, acier émaillé, aluminium, acier inoxydable pour les modèles utilisés par le grand public. Le chrome dur et l'inox sont aussi utilisés pour les modèles « haut de gamme » ou pour une utilisation professionnelle.
Lors des premières utilisations, une plaque de cuisson en fonte, aluminium ou inox va progressivement brunir. C'est un phénomène appelé culottage, qui rend le métal pleinement anti-adhérent.
La puissance des brûleurs doit être au minimum de 5 kW pour une montée en température rapide et la plaque de cuisson atteindre 6 mm pour éviter les déformations.